# Top Marques Monaco
Top Marques Monaco est un des plus importants salons annuels du luxe du monde, fondée par Lawrie Lewis avec principalement des supercars mais aussi des yachts, hélicoptères, motos, mode (habillement), montres, joaillerie, art, immobilier... Il a lieu chaque année à la fin du mois d'avril depuis 2003 à Monaco, et a connu une fréquentation de plus de 36 000 visiteurs en 2014.

## Historique

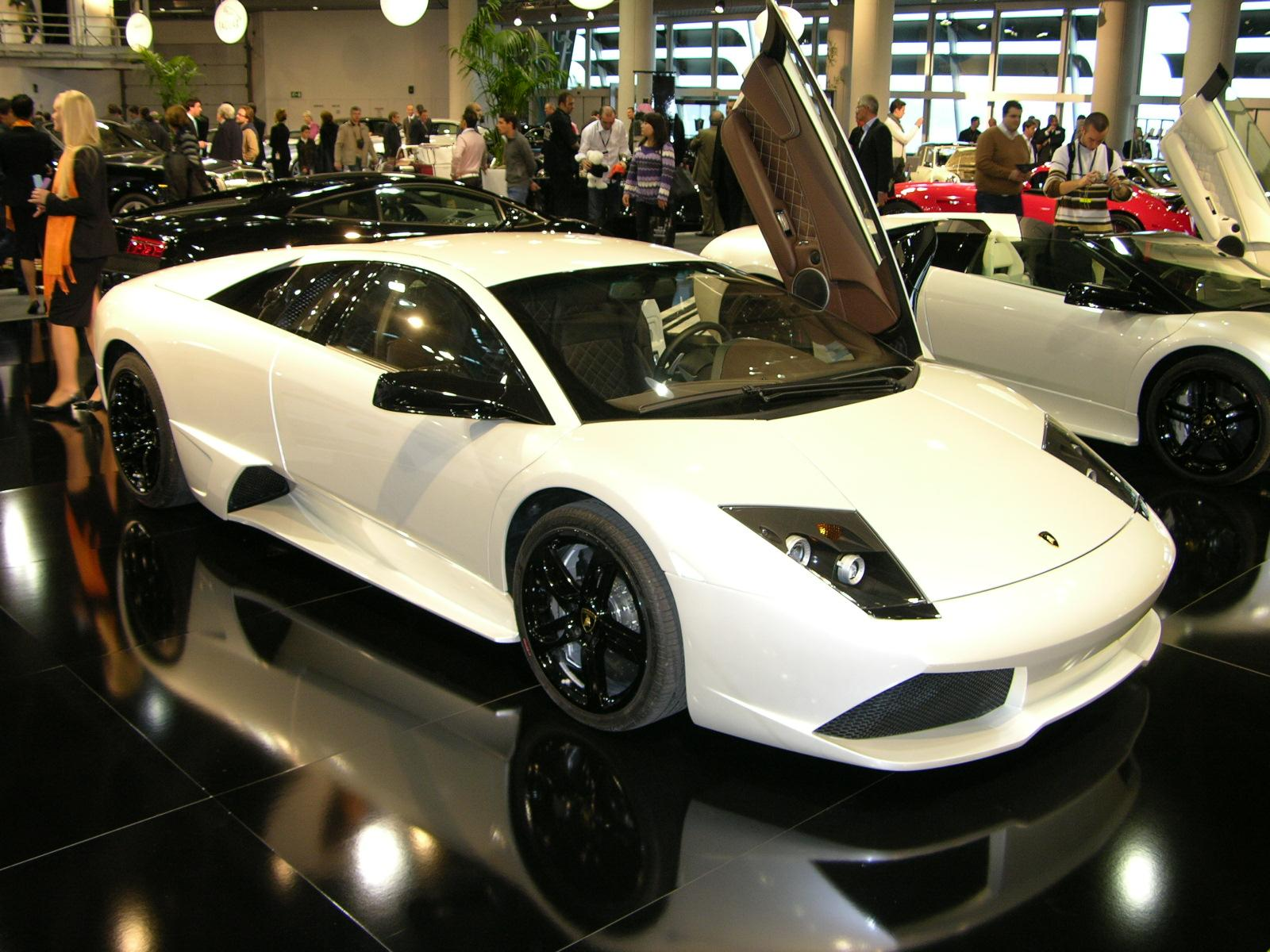
Lamborghini Murciélago

En 2003 Lawrie Lewis fonde et préside ce salon international de luxe d'exception, sous le haut patronage du prince Albert II de Monaco, avec une durée de quatre jours, au Grimaldi Forum Monaco, aux port de Monaco et de Fontvieille, avec pour slogan commercial « See it, Drive it, Buy it ! » (regardez, essayez, achetez !). Il a lieu durant les Masters de Monte-Carlo, juste avant le Grand Prix de Monaco, pour que les acheteurs puissent profiter des préparatifs du circuit de Monaco, pour essayer les voitures exposées sur le circuit et dans les rues de la principauté. En 2010, le chiffre des ventes du salon s’élève à 446 millions € (600 millions $). En 2013, les acheteurs avaient le choix entre 25 voitures de luxe et d'exception à essayer sur le parcours du Grand Prix.
En 2020, la 17e édition du salon est annulée en raison de l'expansion de l'épidémie de maladie à coronavirus COVID-19 dans le monde.

## Exposants
Une quarantaine d'exposants de supercars et de préparateurs d'exceptions sont présents avec une centaine de véhicules exposés dont Rolls-Royce, Ferrari, Lamborghini, McLaren, Porsche, Bugatti, Maserati, Aston Martin, Bentley, Jaguar, Mercedes-Benz, Venturi, Pagani, BMW, Audi, Lykan HyperSport, Faralli & Mazzanti, Koenigsegg, Saleen, Spyker, Mosler, Fisker, Gemballa, Gumpert Apollo, Zenvo ST1, GTA Spano, KTM X-Bow...

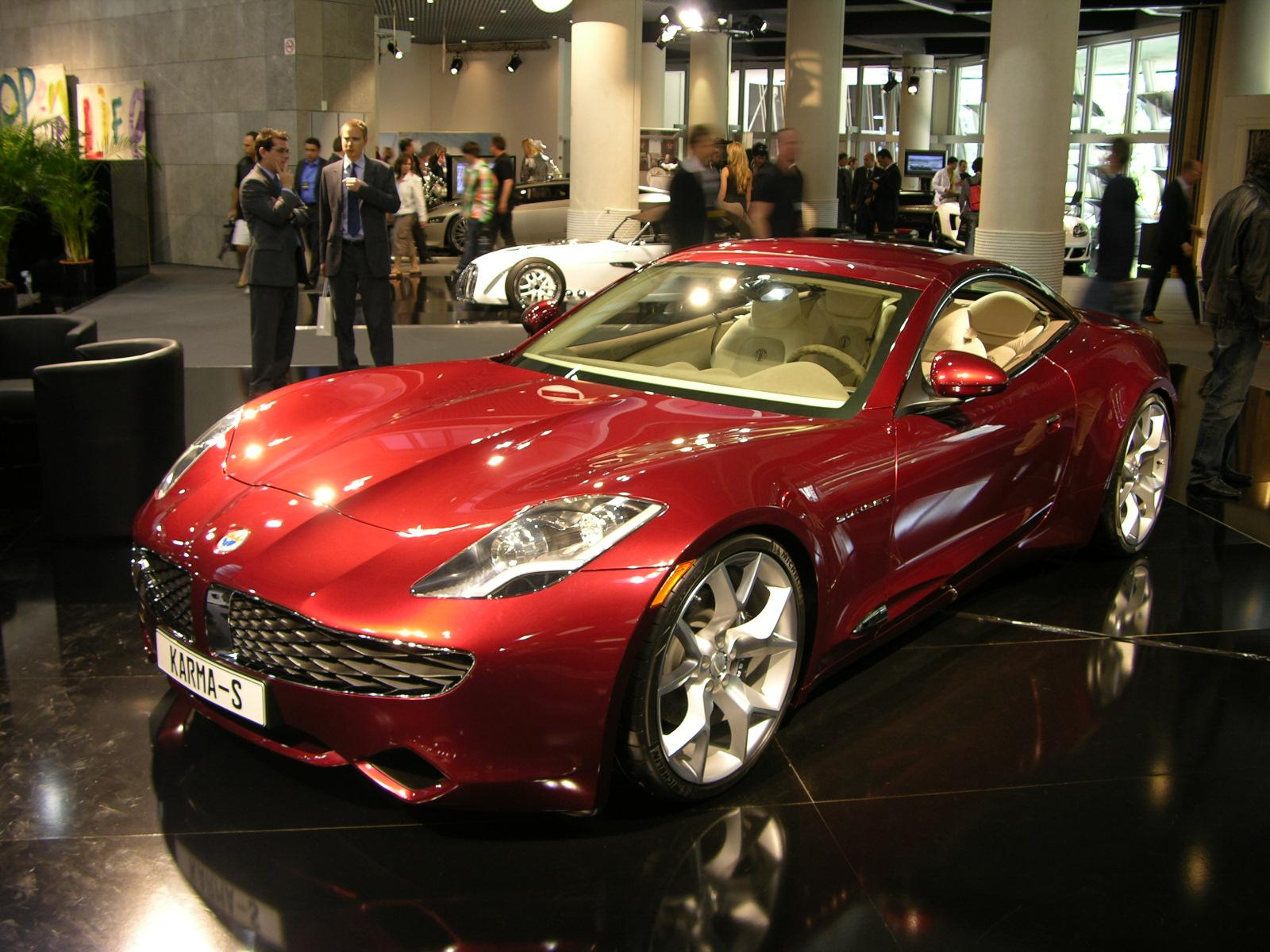
Fisker Karma
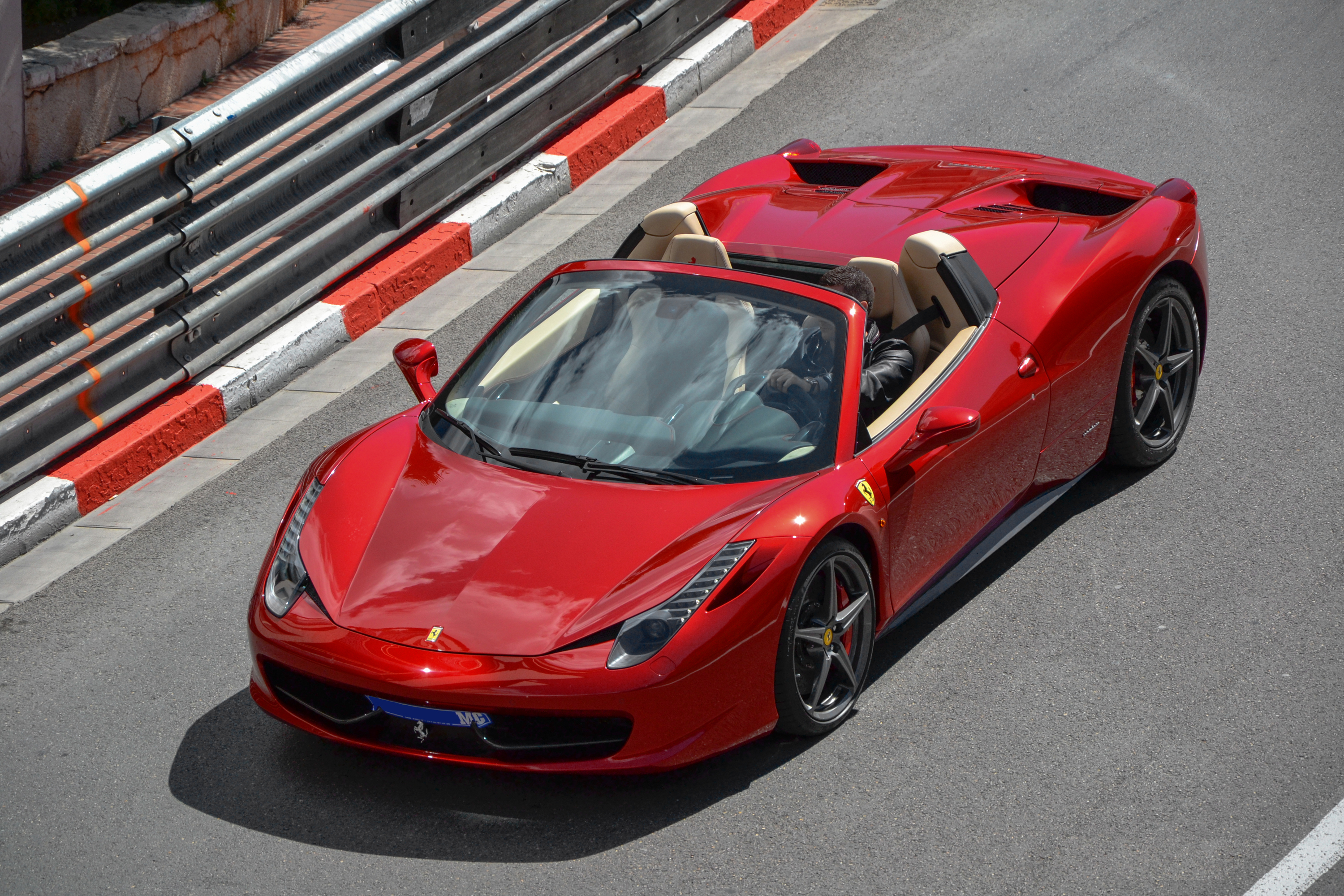
Ferrari 458 Spider
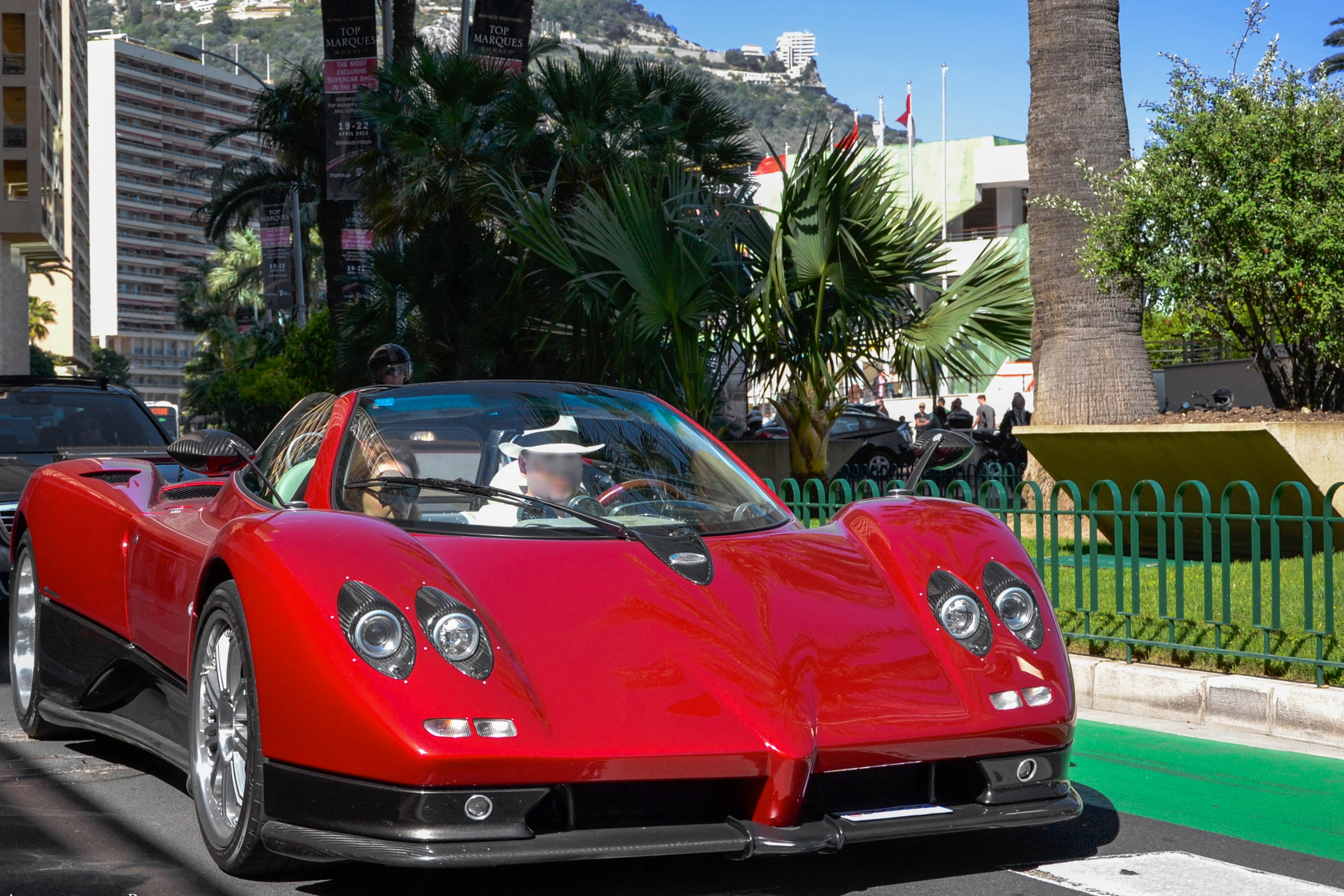
Pagani Zonda Roadster

Une quinzaine de constructeurs de yachts de luxe sont présents aux port de Monaco et de Fontvieille, et de nombreux fabricants de montres d'exception sont exposés.

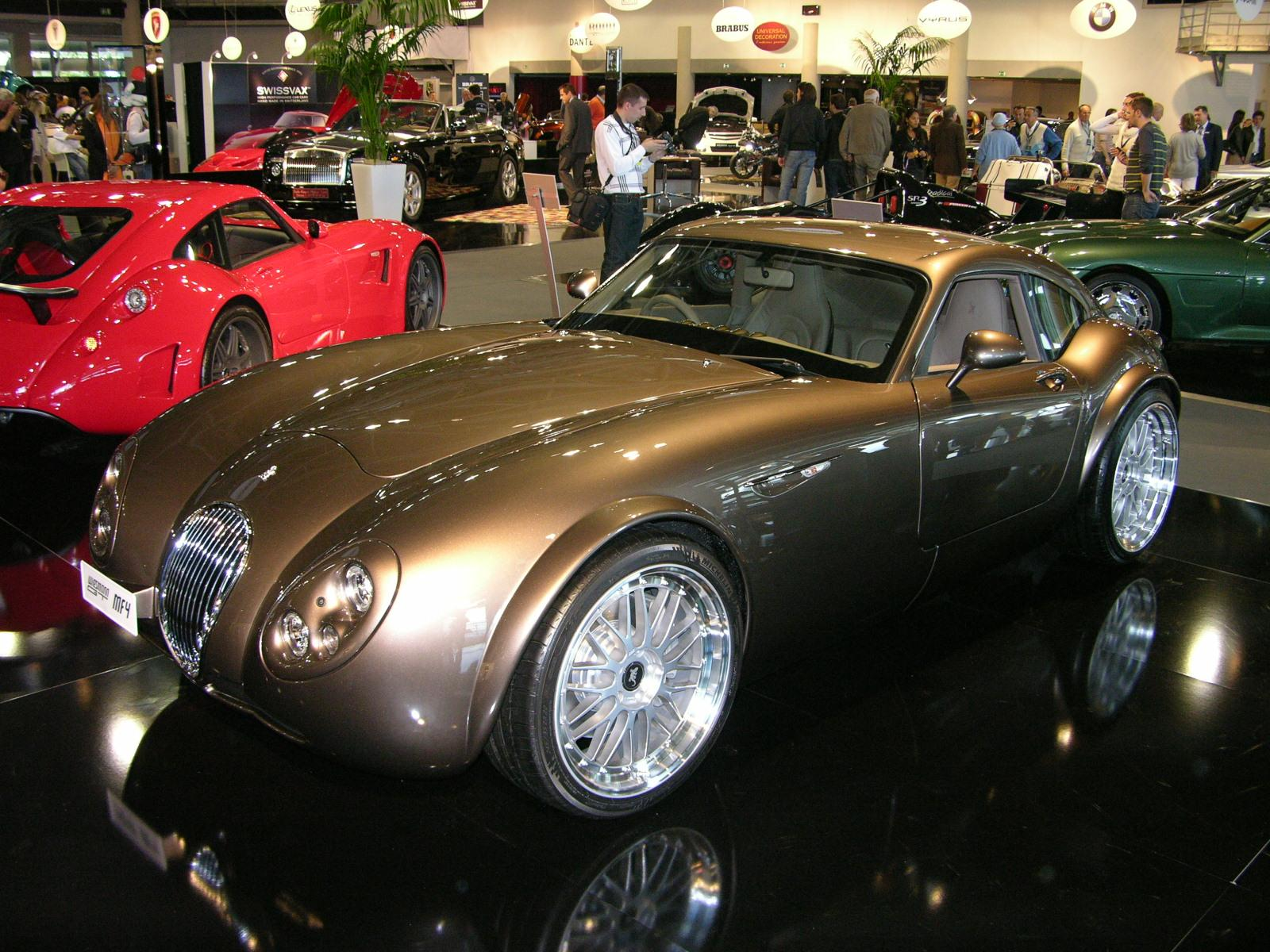
Wiesmann GT MF4
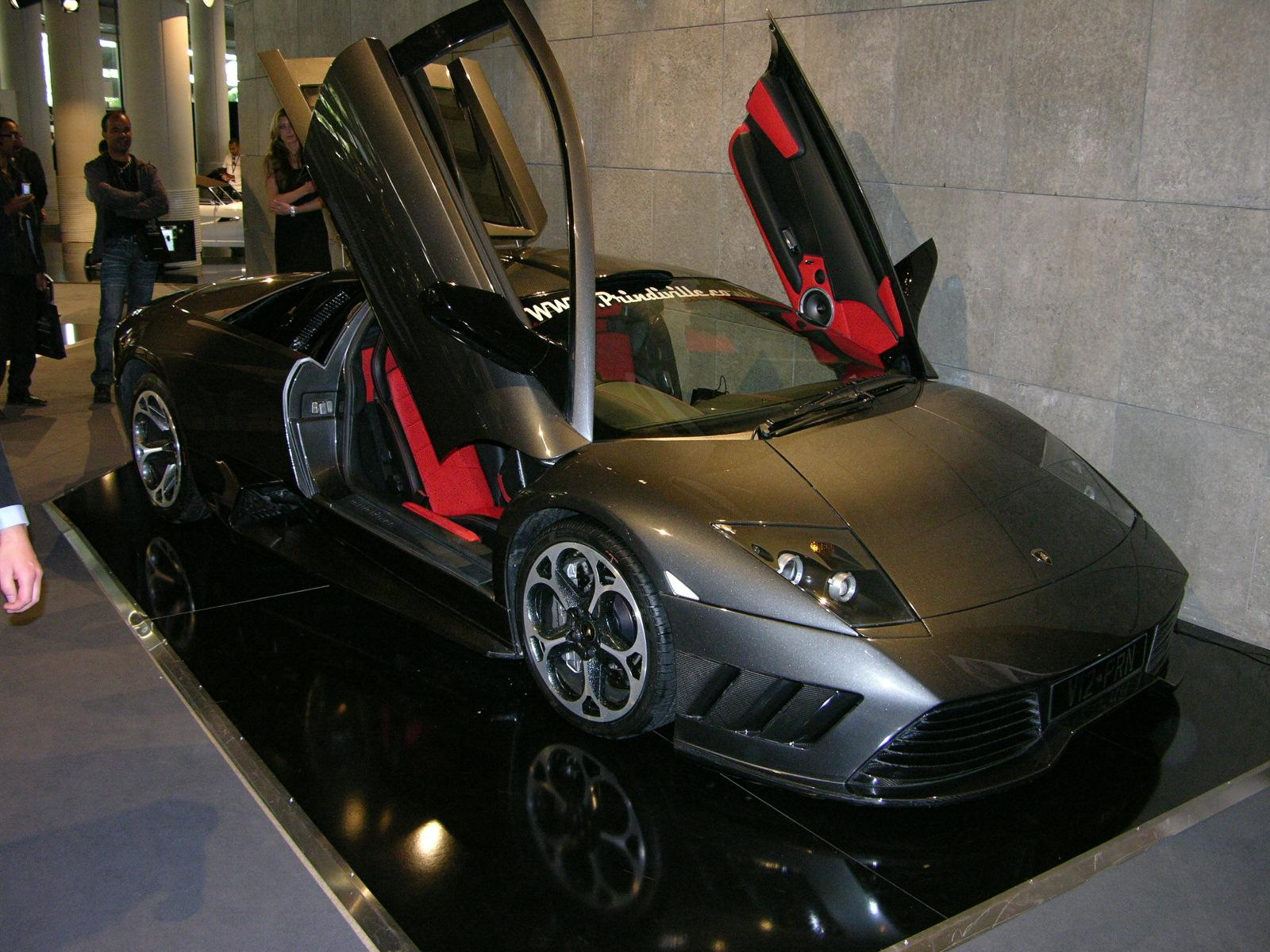
Lamborghini Murciélago
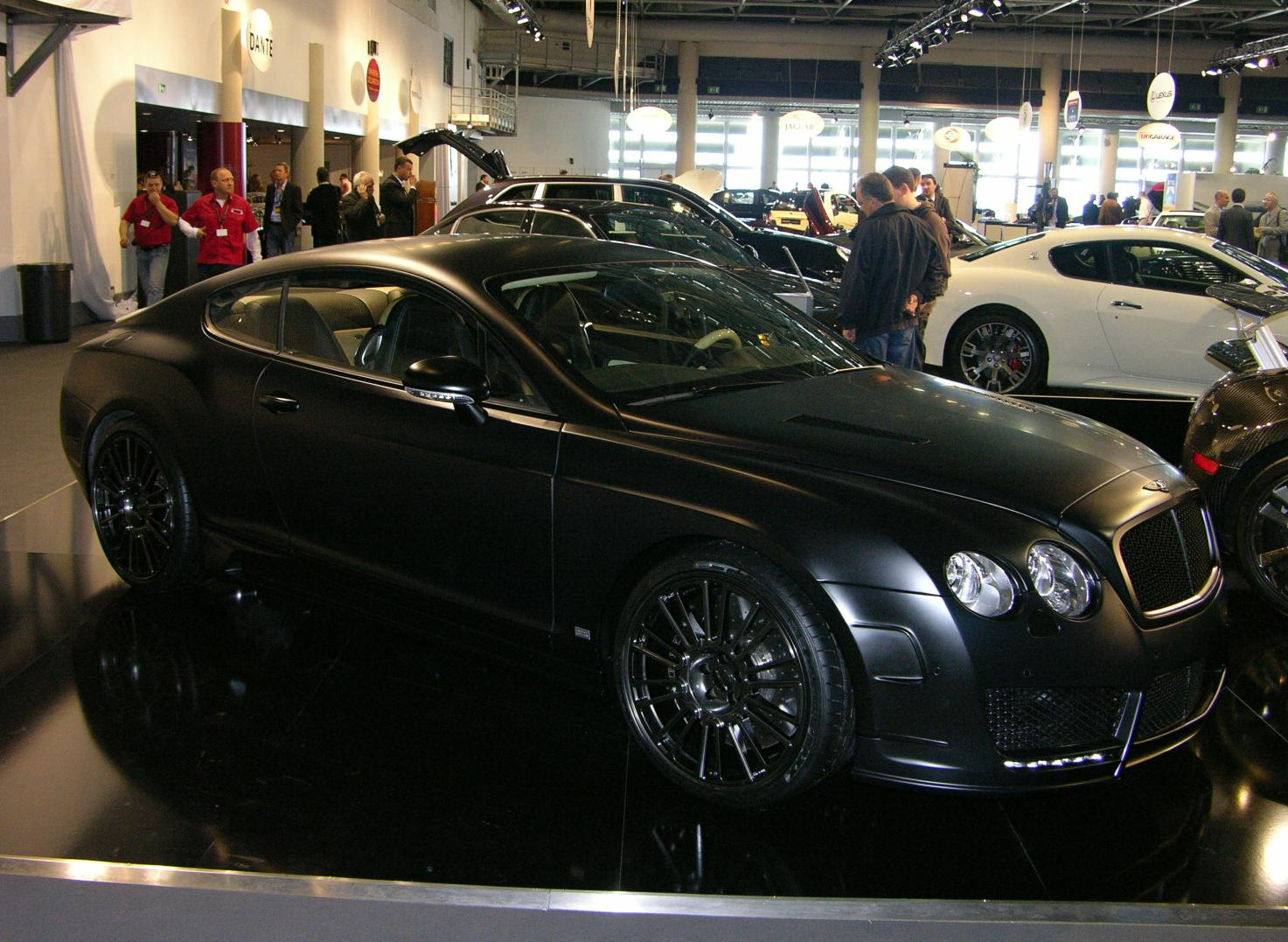
Mansory Bentley Continental GT
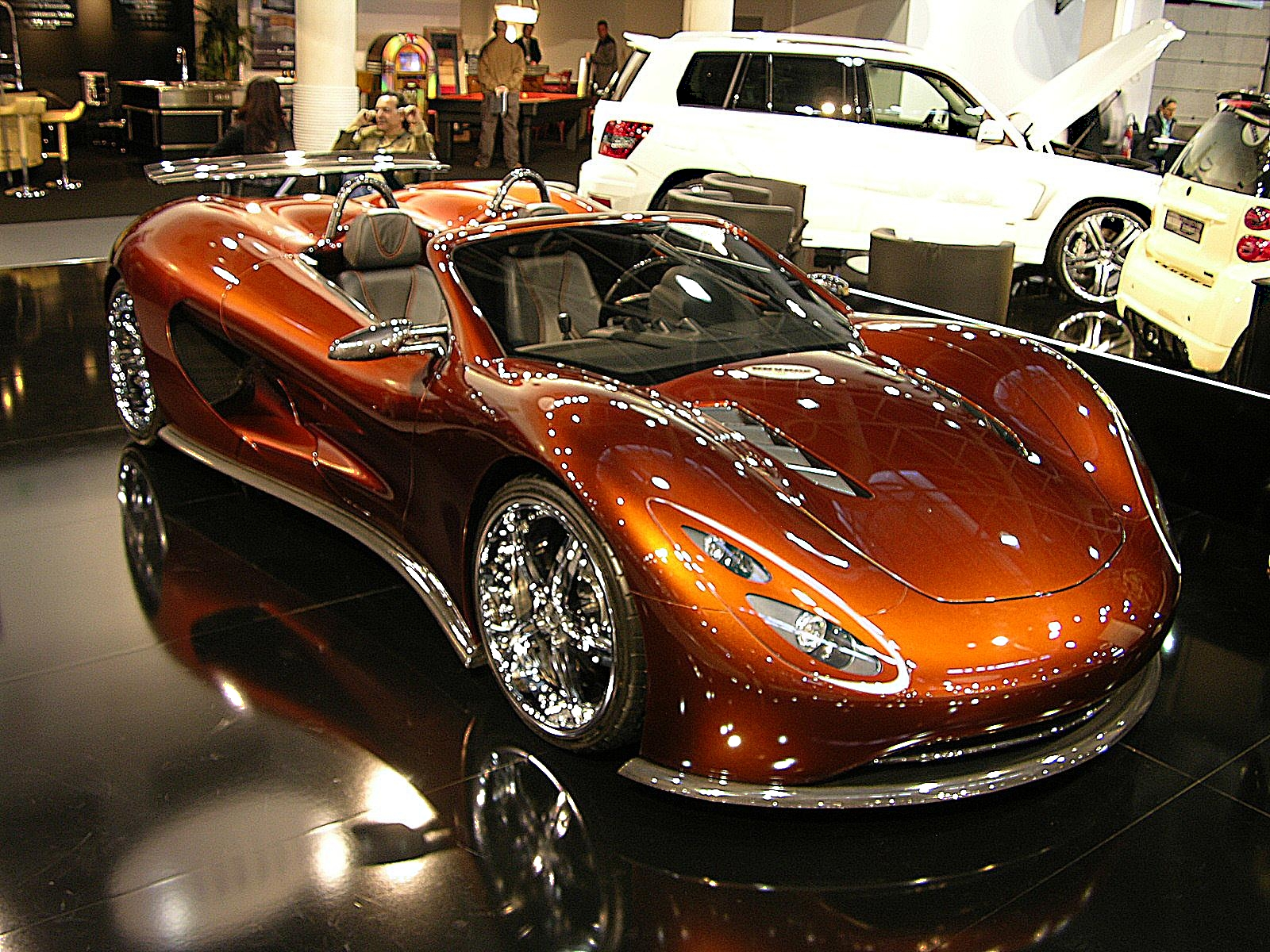
Ronn Scorpion
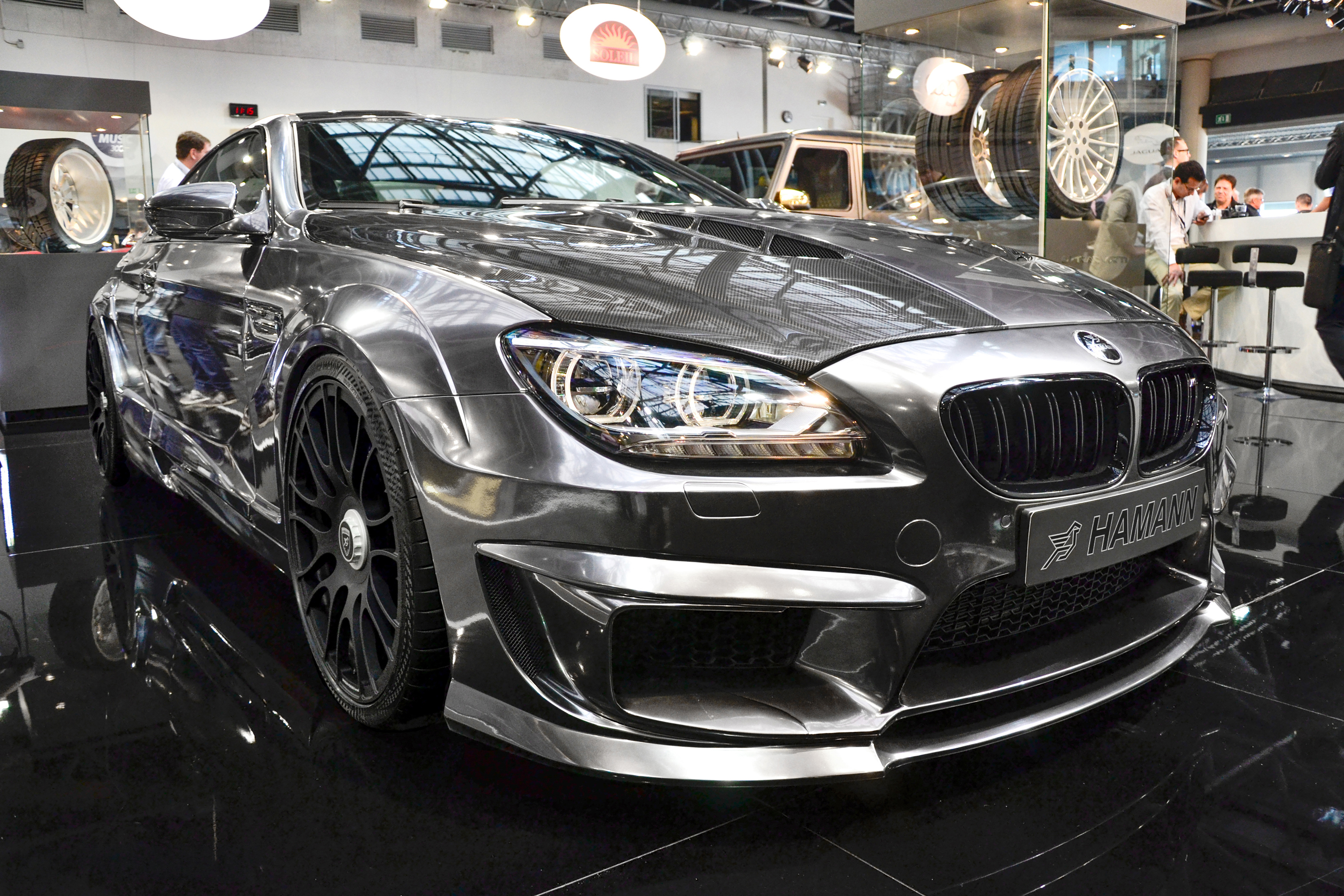
BMW M6 Mirror par Hamann